# 拟海鳞虫属
拟海鳞虫属（学名：Paralentia）是多鳞虫科的一属。

## 下属物种
本属包括以下物种：
- 拟海鳞虫 Paralentia annamita (Fauvel, 1934)